# Hans-Ulrich Lüdemann
Hans-Ulrich Lüdemann (* 4. Oktober 1943 in Greifswald; † 23. September 2019 in Berlin) war ein deutscher Schriftsteller.

## Leben
Hans-Ulrich Lüdemann studierte Germanistik, Pädagogik, Psychologie und Sportwissenschaften an der Ernst-Moritz-Arndt-Universität in Greifswald und war ab 1966 im Verlag Junge Welt Berlin beschäftigt. Nach 1969 war er freischaffender Schriftsteller, Journalist und Kameramann in Berlin. Seit einem Unfall 1977, während er von der NVA zum Reservistendienst eingezogen worden war, war er auf einen Rollstuhl angewiesen.
Er hat zahlreiche Kinderbücher, Krimis und Hörspiele veröffentlicht und immer wieder auch seine Behinderung literarisch aufgearbeitet; neben dem autobiografischen Roman Der weiße Stuhl sind hier auch seine Happy Rolliday-Bücher zu erwähnen, in denen er seine Erlebnisse auf zahlreichen Auslandsreisen schildert. Seine gemeinsam mit Hans Bräunlich verfassten Arbeiten erschienen unter dem Pseudonym John U. Brownman.

## Werke (Auswahl)
Kinderbücher
- 1972 Doppelzweier, Kinderbuchverlag Berlin (Illustrationen von Karl Fischer)
- 1974 Der Eselstritt, Kinderbuchverlag Berlin (Illustrationen von Fred Westphal)
- 1975 Die Patenjäger, Kinderbuchverlag Berlin
- 1976 Ich – dann eine Weile nichts, Kinderbuchverlag Berlin (Illustrationen von Fred Westphal)
- 1979 Plumpsack geht um, Kinderbuchverlag Berlin (Illustrationen von Fred Westphal)
- 1983 Um Himmels Willen keine Farbe, Kinderbuchverlag Berlin (Illustrationen von Fred Westphal)
- 1986 Das verflixte Rollenspiel, Kinderbuchverlag Berlin (Illustrationen von Fred Westphal). ISBN 3-358-00756-1
- 1988 Tödliche Jagd, Kinderbuchverlag Berlin (mit Hans Bräunlich, Illustrationen von Fred Westphal). ISBN 3-358-00365-5
- 1989 Deckname Condor, Kinderbuchverlag Berlin (mit Hans Bräunlich, Illustrationen von Fred Westphal). ISBN 3-358-01426-6

Kriminalliteratur
- 1974 Tödliches Alibi, Verlag Das Neue Berlin (DIE-Reihe)
- 1976 Das letzte Kabinettstück
- 1999 Detektei Rote Socke und andere Stories (DIE-Reihe), Verlag Das Neue Berlin, Berlin. ISBN 3-360-01213-5. 2014 unter dem Titel Janusgesichter. Stories aus der Klemm & Klau GmbH Ost, Edition digital, Pinnow. ISBN 978-3-86394-341-7
- 2001 Ein mörderischer Dreh, Verlag Das Neue Berlin. Berlin, ISBN 3-360-01223-2
- 2004 Operation Chess, Buch.Macher, Mesekenhagen. ISBN 3-935039-36-0
- 2009 Zahltag
- 2010 Inselgewitter, Athene Media, Dinslaken. ISBN 978-3-86992-017-7
- 2014 Die Würde der Ratten. Leben im deutsch-deutschen Alltag, Edition digital, Pinnow. ISBN 978-3-86394-596-1

Happy Rolliday
1. 1996 so fern – Deutschland – so nah, Kiro, Schwedt. ISBN 3-929220-37-7. 2005 unter dem Titel Florida and so on, BS-Verlag, Rostock. ISBN 3-89954-125-1
2. 2003 Amandla! Zwischen Tafelberg und Townships, Buch.Macher, Mesekenhagen. ISBN 3-935039-23-9. 2004 unter dem Titel Kapstadt und so weiter, Ulmer Manuskripte, Albeck. ISBN 3-934869-32-7
3. 2003 San Francisco and so on, Ulmer Manuskripte, Albeck. ISBN 3-934869-28-9
4. 2005 Dubai – Sydney – Singapur und so weiter, BS-Verlag Rostock. ISBN 3-89954-178-2

Hörspiele
- 1967: Ataman Kolja – Regie: Walter Niklaus (Hörspiel – Rundfunk der DDR)
- 1973: Überlebe das Grab – Regie: Werner Grunow (Hörspiel – Rundfunk der DDR)
- 1974: Blümlein ist gegangen – Regie: Fritz Göhler (Hörspiel – Rundfunk der DDR)

andere
- 1990 Der weiße Stuhl. Zweiter Versuch einer Rehabilitation, Verlag Neues Leben, Berlin. ISBN 3-355-01046-4
- 1993 Das mecklenburgisch-vorpommerische Schimpfwörterbuch. Bannich deftige Wörter (mit Günther Fuchs), Naumann, Nidderau, ISBN 3-924490-50-3
- 1995 Alfred Jude Dreyfus. Der nicht vollendete Justizmord (mit Günther Fuchs), Kiro, Schwedt. ISBN 3-929220-36-9
- 2002 Mördermord. Dokumente und Dialoge (mit Günther Fuchs), BS-Verlag, Rostock. ISBN 3-89954-004-2

## Auszeichnungen
- 1973: Hörspielpreis des DDR-Rundfunks
- 1977: Kunstpreis des DTSB
- 1982: Preis für Kinder- und Jugendliteratur des Kulturministeriums der DDR

## Kritik
„Lüdemann stellt die wichtige Frage nach der sozialen Integration von Behinderten in die Gemeinschaft von Erwachsenen und Kindern. Leider erschwert ein Übermaß an Reflexionen die Aufnahme beim kindlichen Leser.“